# Plasença de Toish
Plasença deu Toish (francès Plaisance-du-Touch) és un municipi francès al departament de l'Alta Garona, de la regió Occitània. En el cens de 1999 tenia 14.164 habitants i un terme municipal de 26,53 km².